# BTR-T
BTR-T - ciężki bojowy wóz piechoty, konstrukcji rosyjskiej, z okresu po II wojnie światowej. W jego konstrukcji wykorzystano elementy czołgu T-55. Podczas pierwszej wojny czeczenskiej wojska rosyjskie poniosły ciężkie straty w piechocie – szczególnie nieodporne na ogień nieprzyjaciela okazały się bojowe wozy piechoty typu BMP (lekkie i szybkie oraz dobrze uzbrojone, ale zbyt słabo opancerzone). Spowodowało to zmianę podejścia do koncepcji bojowego wozu piechoty na rzecz maszyn znacznie cięższych i lepiej opancerzonych (podobnie jak w Izraelu, gdzie – bazując na doświadczeniach z Libanu – zbudowano ciężki BWP Achzarit). Zbudowany na podwoziu czołgu T-55, BTR-T został wyposażony w najnowszy pancerz reaktywny typu Kontakt-5 i obecnie jest jednym z najlepiej opancerzonych BWP. 